# Demirtchi (Chamakhi)
Demirtchi est un village de la région de Chamakhi en Azerbaïdjan.

## Histoire
Le village est situé sur les rives de la rivière Pirsaattchay. Le nom du village est lié à l'occupation des habitants.

## Population
Le village de Demirtchi compte 891 habitants.

## Galerie

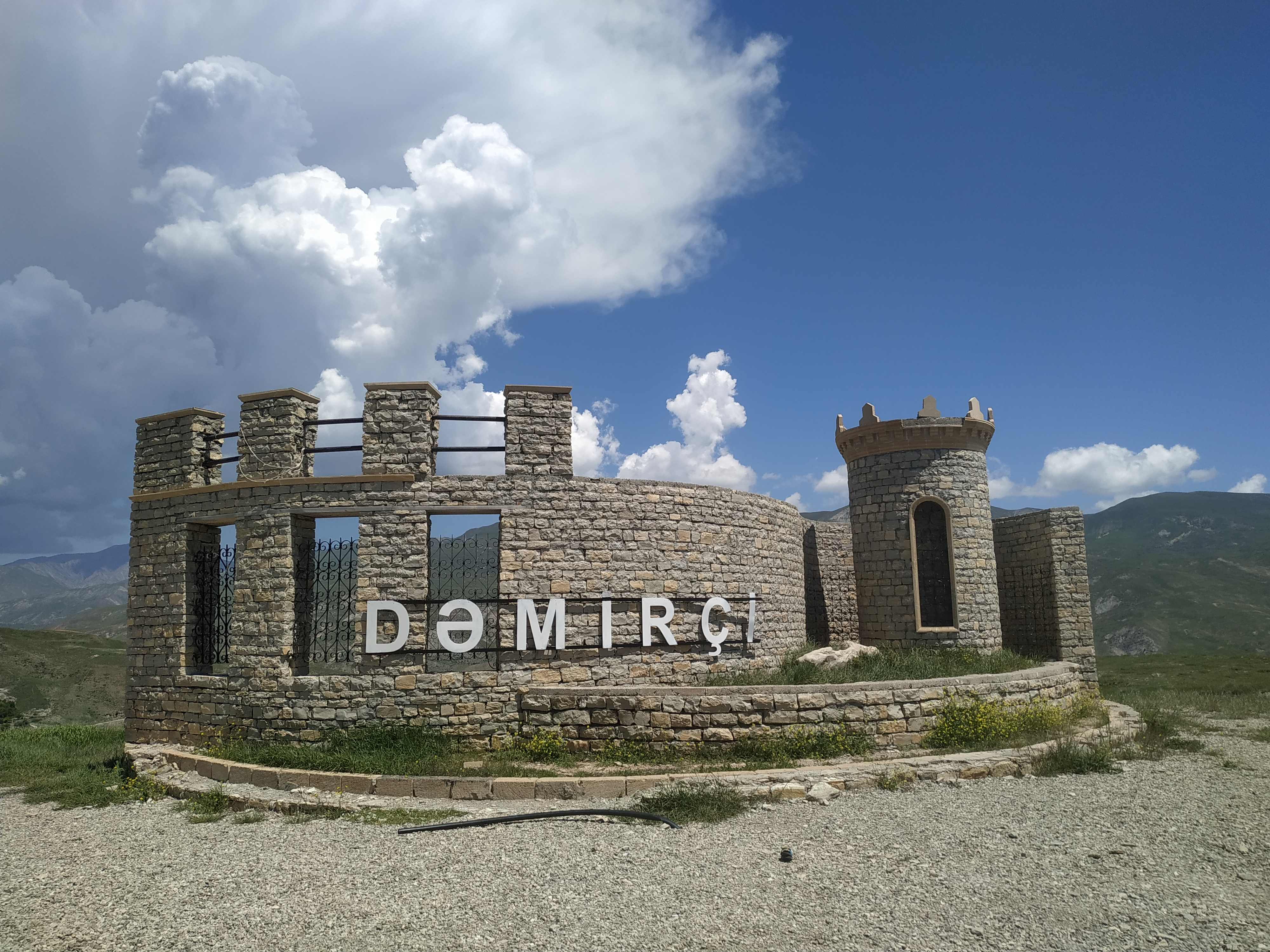
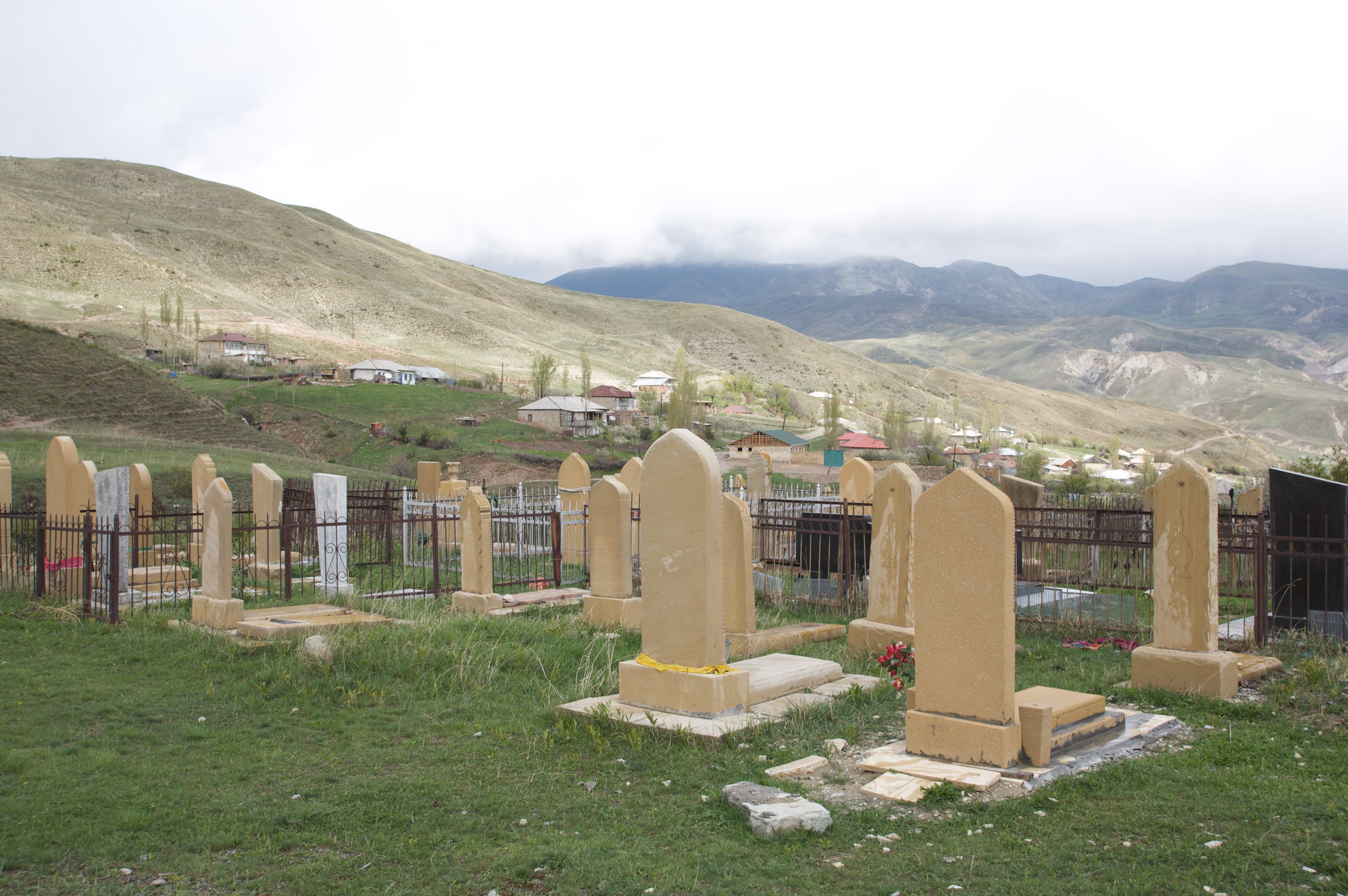
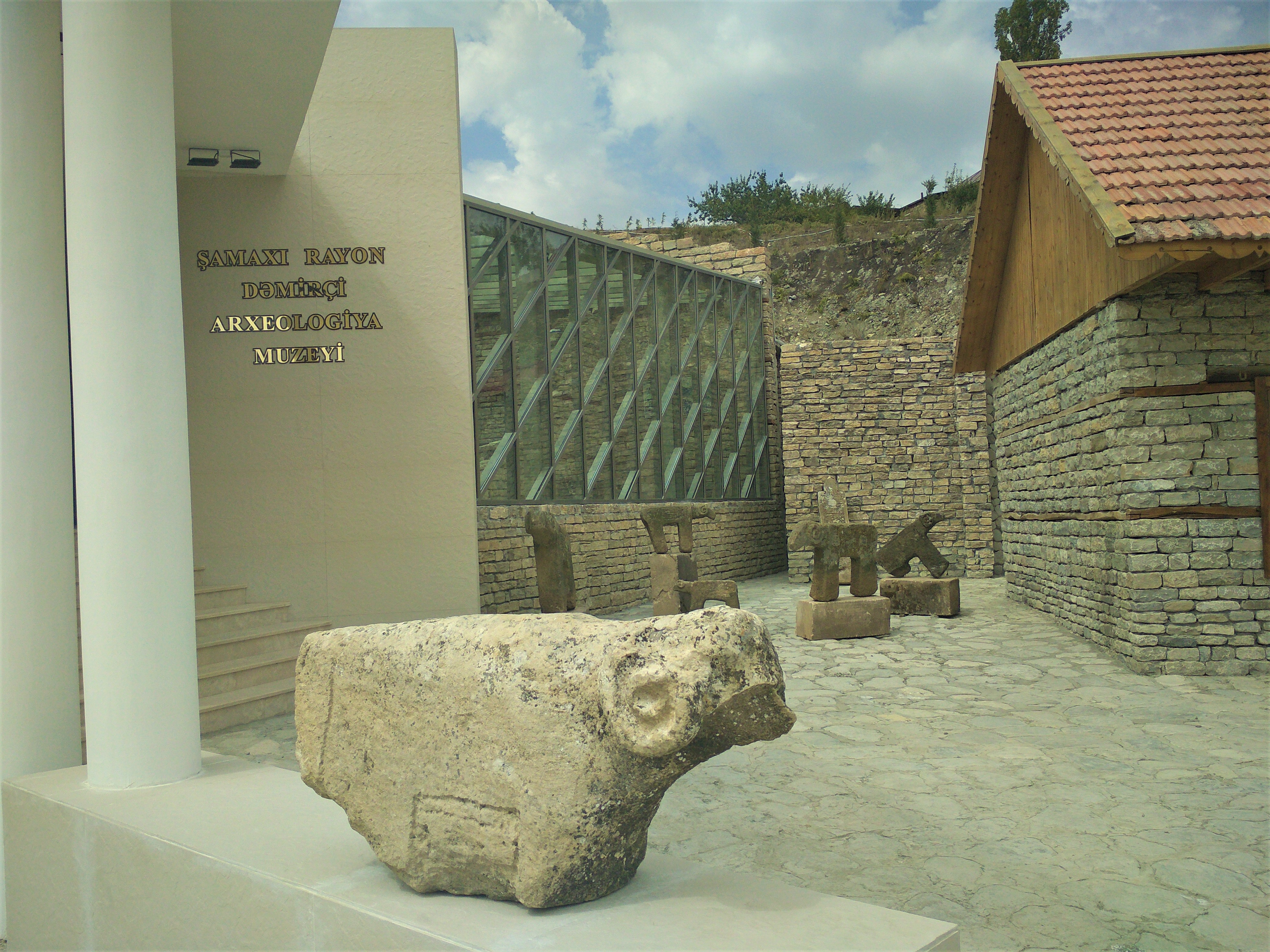
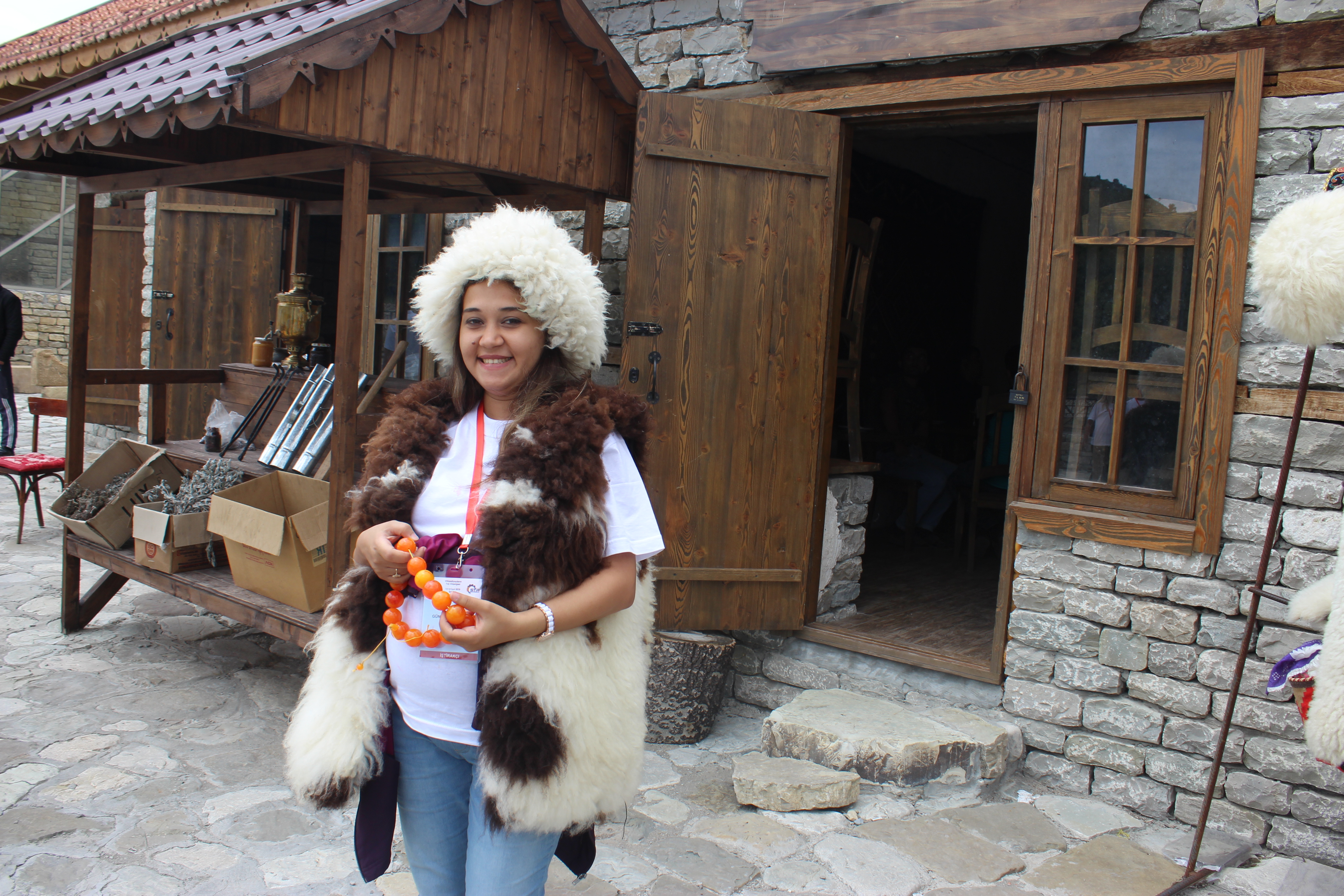
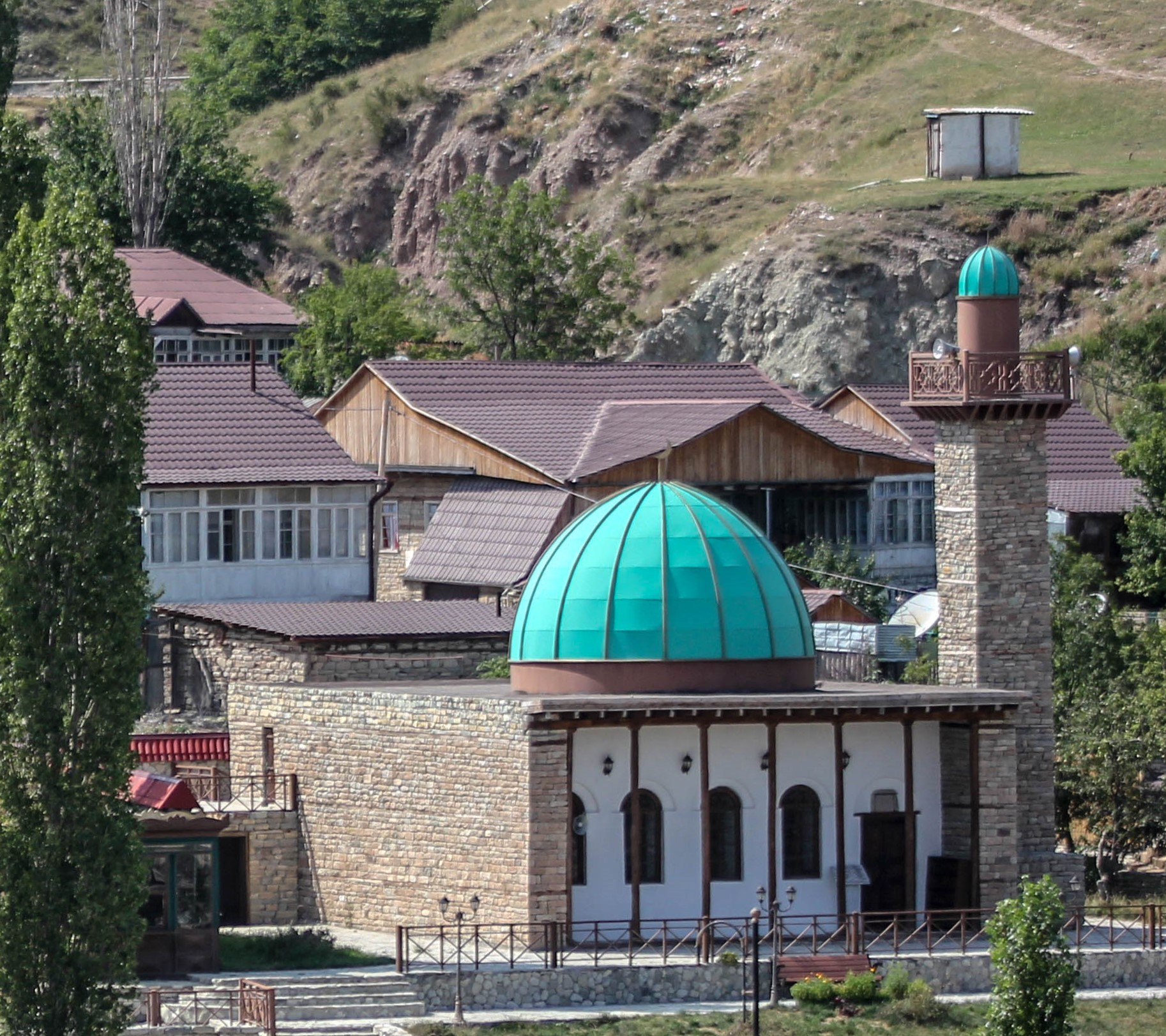